# 孔延世
孔延世（969年—1006年），字茂先，宋朝时兖州曲阜县人。孔子四十五代孫，孔昭儉玄孙，孔光嗣曾孙，孔仁玉之孙，孔宜之子。
孔延世学问广博，善于吟诗。父亲孔宜在雍熙北伐时溺亡，宋太宗赐他学究出身，委任为曲阜县主簿。历任闽县（今福建省福州市）知县、长葛县知县。至道三年（997年），宋真宗即位，下诏求孔子后裔。吕端奏明孔延世是孔子嫡裔，九月，宋真宗召见了孔延世，任命他为曲阜县令，袭封文宣公，为第十一代文宣公。赐给他帛五十匹、银器、太宗御书、《九经》。咸平三年（1000年），宋真宗下诏令本道转运使和兖州长吏，待孔延世以宾礼，见勿庭趋。孔延世三十八岁去世，生子孔圣佑。
| 前任： 孔宜 | 北宋文宣公 997年—1006年之前 | 繼任： 孔圣佑 |

## 参看
- 孔子
- 孔子世家大宗世系
- 孔子世系
- 孔子世家大宗世系图
- 孔子世家四支和五位的世系图